# Villa subannula
Villa subannula är en tvåvingeart som först beskrevs av Walker 1849.  Villa subannula ingår i släktet Villa och familjen svävflugor. Inga underarter finns listade i Catalogue of Life.